# Paulianella necopina
Paulianella necopina is een insect uit de familie van de Mantispidae, die tot de orde netvleugeligen (Neuroptera) behoort. 
Paulianella necopina is voor het eerst wetenschappelijk beschreven door Navás in 1936.